# Lissonota philippinensis
Lissonota philippinensis là một loài tò vò trong họ Ichneumonidae.